# Epidendrum purum
Epidendrum purum är en orkidéart som beskrevs av John Lindley. Epidendrum purum ingår i släktet Epidendrum och familjen orkidéer. Inga underarter finns listade i Catalogue of Life.